# BMW Group Classic

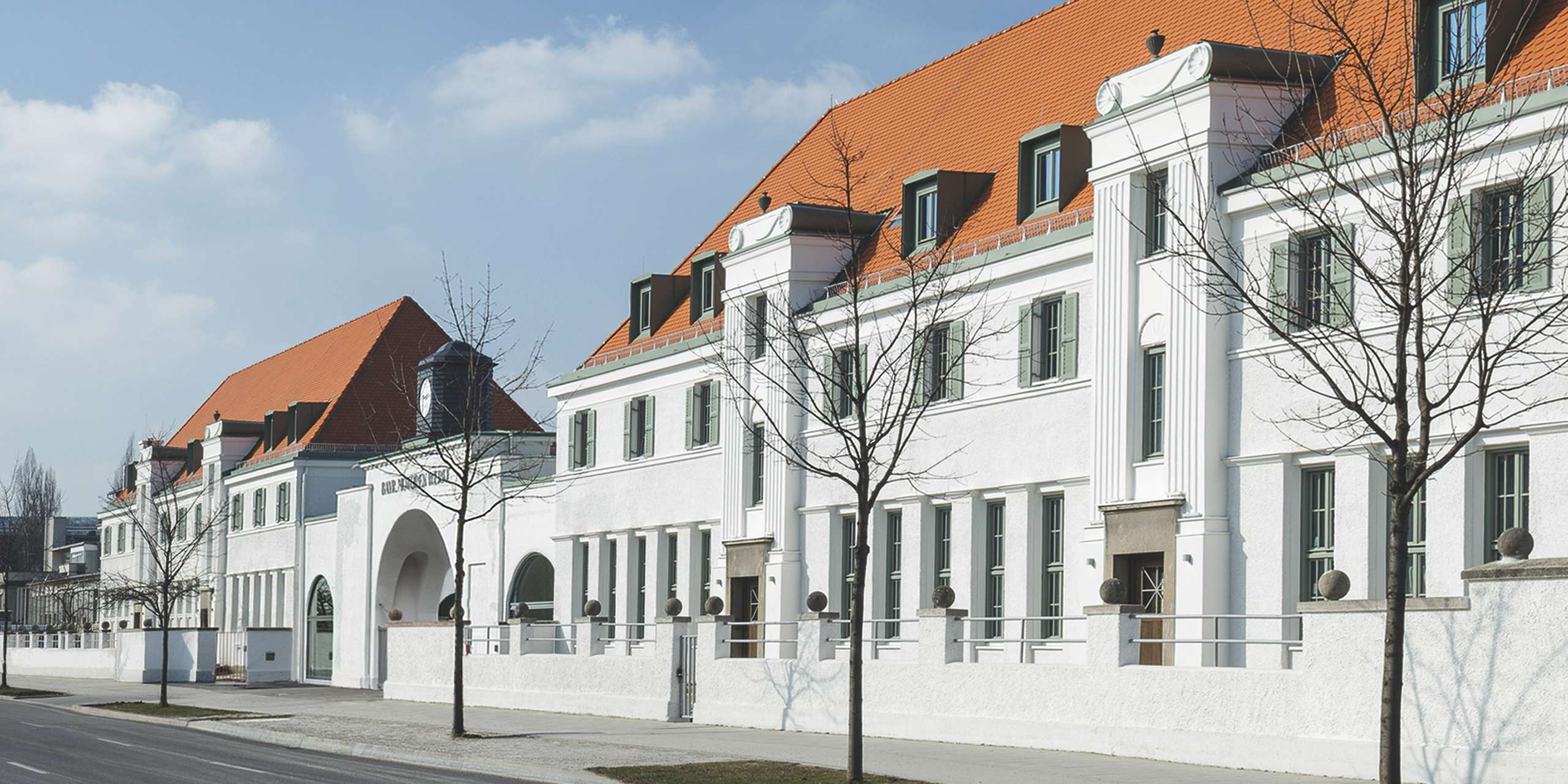
BMW Group Classic

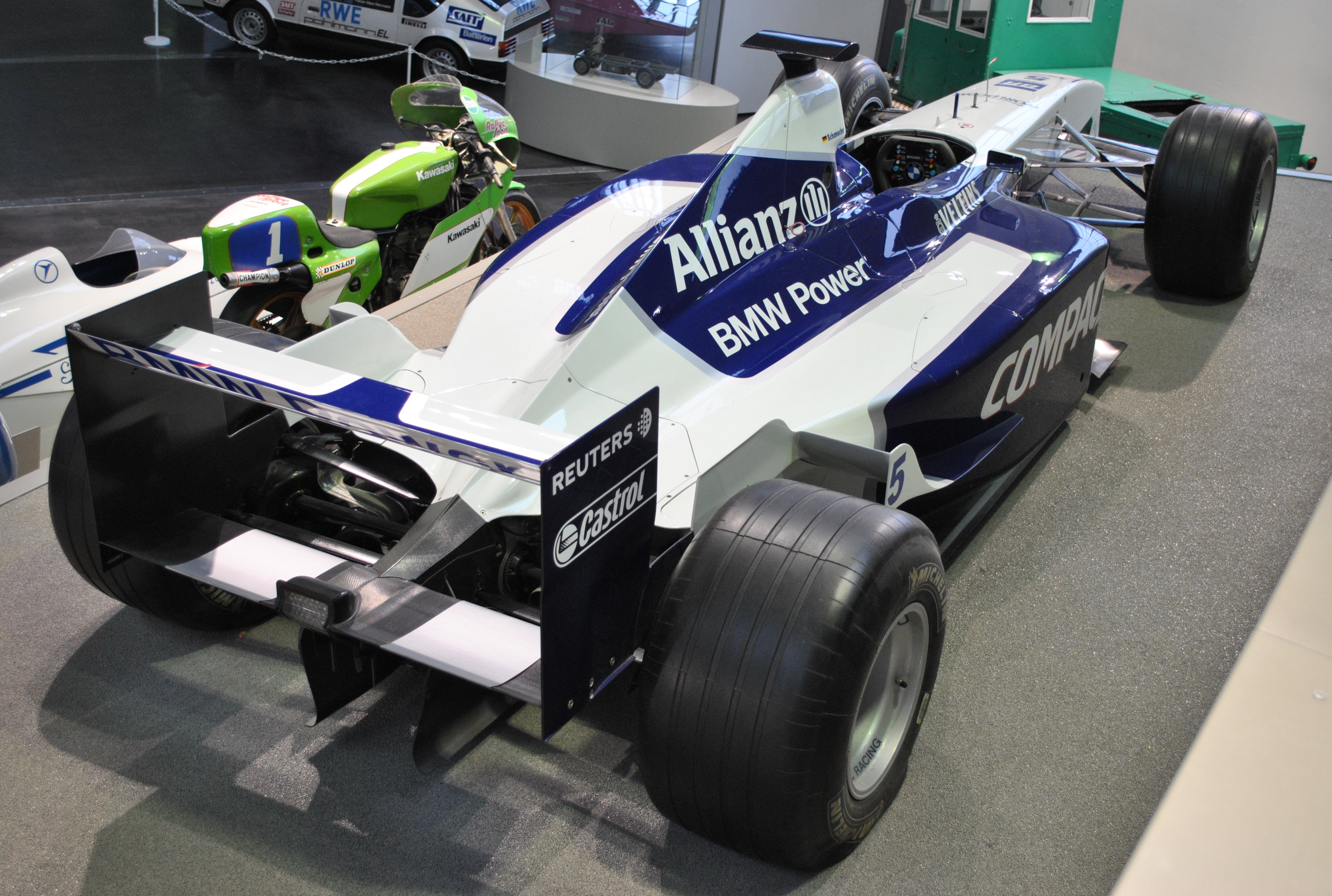
WilliamsF1 BMW FW23-05 Formel-1-Rennwagen, Sammlung BMW Group Classic

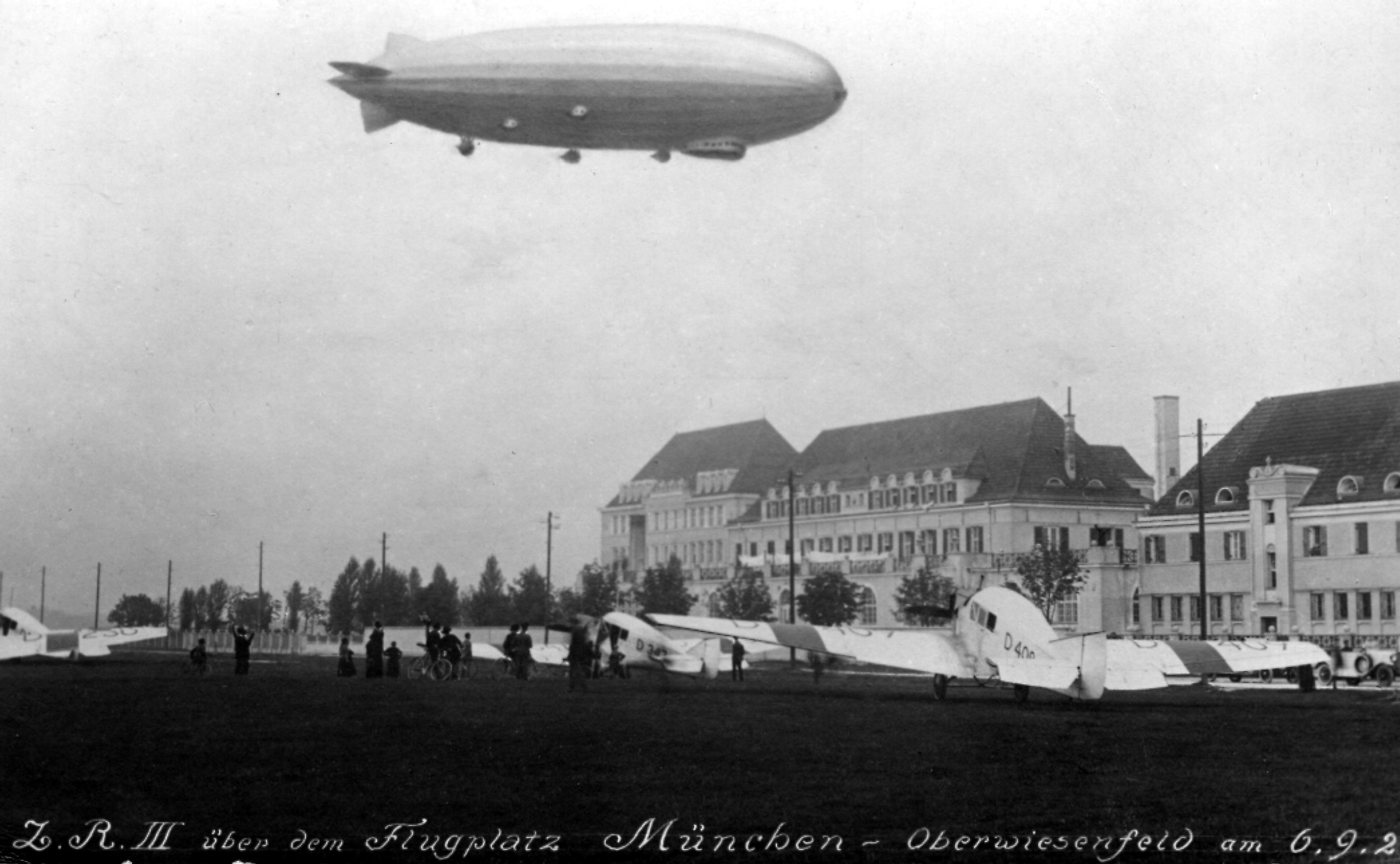
Das Gebäude 1924 mit Flugplatz und Zeppelin davor

BMW Group Classic (ehemals Mobile Tradition) ist ein Bereich der BMW Group, der sich seit 2016 in einer Liegenschaft an der Moosacher Straße 66 im Stadtviertel Am Riesenfeld in München befindet.

## Areal
Auf dem 13.000 m² großen Areal nördlich des Olympischen Dorfs, nahe der BMW Welt und dem BMW Museum befindet sich auch eine der 1918 errichteten ersten Werkshallen von BMW samt historischem Torgebäude mit flankierenden Walmdachbauten. Diese wurden 1916 bis 1918 von Eduard Herbert und Otho Orlando Kurz geplant. Ausgewählte Bereiche der BMW Group Classic stehen der Öffentlichkeit zur Verfügung. Die Eröffnung fand im März 2016 statt. 2017 erhielt das historische Torgebäude der BMW Group Classic den Fassadenpreis der Stadt München.

## Aktivitäten
Im Konzernarchiv der BMW Group Classic werden Fragen zur Unternehmens-, Marken- und Produktgeschichte beantwortet. Zum Aufgabenbereich der BMW Group Classic gehören darüber hinaus die Teilnahme an Klassik-Veranstaltungen, die Pflege und Verwaltung der rund 1000 Exponate umfassenden Sammlung sowie umfangreiche Services für Besitzer von historischen Fahrzeugen, die von der Ersatzteilversorgung bis zur Vollrestaurierung reichen.
Es können Führungen durch die historische Fahrzeugsammlung gebucht werden. Ausgestellt werden klassische Automobile und Motorräder der Marken BMW, MINI und Rolls-Royce.
Dem Gebäude integriert ist das Café Mo 66. Es gibt des Weiteren eine gläserne Werkstatt. Hier können Oldtimer-Besitzer vom Café aus zusehen, wie an ihren Karosserien geschraubt wird.
BMW Group Classic ist seit dem Jahr 2000 Mitveranstalter des Concorso d’Eleganza Villa d’Este am Comer See.